# Hnaberd
Hnaberd är en ort i Armenien.   Den ligger i provinsen Aragatsotn, i den nordvästra delen av landet, 60 kilometer nordväst om huvudstaden Jerevan. Hnaberd ligger 2 110 meter över havet och antalet invånare är 1 817.
Terrängen runt Hnaberd är varierad. Närmaste större samhälle är Aparan, 19,0 kilometer öster om Hnaberd. 
Trakten runt Hnaberd består i huvudsak av gräsmarker. Runt Hnaberd är det ganska tätbefolkat, med 104 invånare per kvadratkilometer.